# Australian Sunrise
Australian Sunrise är ett svenskt pop/rockband från Jönköping bestående av de tre bröderna Jesper, Anton och Linus Lindberg, kusinen Viktor Sjöberg och Tim Thirén. Bandet spelar indie/pop/rock och alternativ rock.
Bandet bildades sommaren 2012 och släppte 2015 sin första singel, Bye California Life. 2016 släppte Australian Sunrise sin första EP, Free. Till titelspåret gjordes även en musikvideo. År 2017 släppte bandet sin andra singel Kiss Me som tog sig in på Sveriges Radio P3:s officiella spellista efter att i oktober 2017 toppat musiktävlingen ”P3: Osignat”. Även till denna låt släppte bandet en musikvideo.
Bandet spelade under 2017 på Jönköpings Pridefestival samt Insparksfestivalen i Jönköping. Hårdrocksklubbarrangören Ismet "Krylla" Bitici blev 2017 bandets manager.

## Diskografi

### EP
- 2016 - Free

### Singlar
- 2015 - "Bye California Life"
- 2017 - "Kiss Me"
- 2017 - ”This Christmas Night”
- 2018 - "You"